# Police forale de Navarre
La Police forale de Navarre (en espagnol Policía foral de Navarra, en basque Foruzaingoa) est la police autonome de la Communauté forale de Navarre. Cette police, créée à l'origine en 1928 par la Députation forale de Navarre sous le nom de « Corps de police des Routes » (Cuerpo de Policía de Carreteras) comptait 900 agents en 2008. La police forale de Navarre remplace largement la Police Nationale espagnole et la Garde civile, laissant ces deux corps a des tâches spécifiques en Navarre.

## Histoire de la Police forale

### Précédents
La Police forale de Navarre est une institution relativement moderne et compte peu de précédents dans la passé. Néanmoins, depuis le Moyen Âge, il existait en Navarre des institutions qui remplissaient des fonctions de police : les merinos, sozmerinos, alcaides, prévôts, amiraux, bailes, jurés, fraternités, etc.
Cette police a été créée par la Députation forale de Navarre le 30 octobre 1928 afin d'assurer le rôle de police des routes, de surveiller la circulation et de superviser la perception des impôts provinciaux.
À l'origine, elle se consacrait au contrôle de la circulation des véhicules sur les routes de Navarre. En effet, la surveillance et l'organisation de la circulation étaient de la compétence  de la Députation forale depuis sa création en 1841, en succession aux compétences qu'avait l'ancienne Députation du Royaume de Navarre, compétences qui ont été conservées en vertu de la réduction forale de 1841.
Le 24 janvier 1941, la Députation forale approuve le règlement du « Corps de Police des Routes et de Percepteurs des Impôts Locaux », même si la fusion des deux entités ne sera pas complètement effective, la Police étant restée divisée en deux sections qui ont dû continuer à fonctionner de façon autonome.
Par un accord du 11 décembre 1951 la Députation forale a décidé de la pleine séparation de la Police des routes et des Percepteurs des impôts locaux reconnaissant ainsi ce que la pratique avait mis en exergue. Les deux sections, routes et impôts locaux, étaient indépendantes, hétérogènes de fait et n'avaient pas besoin d'être unies. Le Corps de Police des routes fut donc placé sous la tutelle de la Direction des Chemins.
Dès 1954, en raison des exigences d'âge de certains membres, deux groupes furent créés au sein du Corps : celui de la Police des routes proprement dite et un second, appelé « Corps Auxiliaire »  qui surveillait la gare routière de Pampelune et qui recevait les plaintes.
En 1958, une nouvelle structure fut mise en place à la suite de la hausse de la circulation sur les routes navarraises. La Police fut alors dotée de plus de moyens financiers et ses effectifs furent augmentés.
À la suite de l'approbation  par les Cortes du projet de régulation des compétences en matière de circulation, des membres du Groupement de la Circulation de la Guardia Civil furent envoyés en Navarre en 1960 dans le but de remplir cette mission. Il en résulte que le Corps de Police des Routes n'était plus autorisé qu'à intervenir en matière de transport, le reste des actions en matière de circulation dépendant de la Guardia Civil

### De la Police des routes à la Police forale
En 1964, la Députation forale a réorganisé le Corps de Police des Routes, le renommant "Police forale de Navarre" et le soumettant directement à l'autorité du vice-président de la Députation. Ses fonctions ont dans le même temps été augmentées significativement puisque la compétence de régulation du trafic (en collaboration avec la Garde civile) lui a été attribuée, ainsi que la capacité d'assurer l'application de toutes les dispositions juridictionnelles de la Députation. En 1966, les effectifs du service dépassent pour la première fois les vingt personnes.
Avec ces modifications, la Police forale s'est transformée en un service de Police avec des fonctions générales de surveillance, de protection et d'exécution. Elle est devenue une police armée à caractère civil, soumise au Règlement de 1941 et aux dispositions générales des fonctionnaires de la Députation.
À compter de cette date, les fonctions de la Police forale ont été diversifiées et elle fut ainsi chargée, entre autres, de la protection des édifices dépendants de la Députation, de la coordination des ambulances, de la surveillance des entités bancaires de la Caisse d'Épargne de Navarre, de la protection des personnalités et de la délivrance de permis pour les transports spéciaux.
À la suite du rétablissement de la démocratie, la loi organique sur la réintégration et l'amélioration du régime foral de Navarre ou LORAFNA (qui en Navarre remplace le statut d'autonomie des autres communautés autonomes) a été promulguée à la suite de l'entrée en vigueur de la loi organique d'amortissement du processus d'autonomie (LOAPA) en 1981, ce qui en pratique signifiait que la Police forale ne pouvait pas se transformer en police intégrale comme la police basque (Ertzaintza) ou catalane (Mossos d'Esquadra) dont les statuts sont antérieurs à la LOAPA.
Jusqu'en 1985, aucune nouvelle restructuration organique affectant la Police forale n'aura lieu. Ses effectifs seront augmentés, certaines fonctions comme les ambulances ou la surveillance des gares routières lui seront retirées tandis que d'autres comme le contrôle des jeux et des spectacles publics lui seront attribuées.
Par la suite, et à la suite de l'approbation de la loi organique 2/1986 du 13 mars sur les Forces et les Corps de sécurité (qui fait référence à la LORAFNA), aucune nouveauté n'a été introduite dans le régime de la Police forale, seules ont été définies les fonctions attribuées aux polices régionales. C'est dans le cadre de cette loi que la Police forale pourra développer ses fonctions antérieures. La Police forale a diversifié ses fonctions surtout à la suite de l'approbation de la loi forale sur le Corps de police de Navarre de 1987.
Avec la police de la Généralité (Mossos d'Esquadra) de Catalogne, l'Ertzaintza du Pays basque et le Corps général de police des Canaries, elle fait partie des polices autonomes (Policías autonómicas), pleinement décentralisées (comparable aux Polices d'état aux États-Unis ou les Polices cantonales en Suisse). Les autres forces de police autonomes sont en effet constituées d'unités du Corps national de police (CNP) ou des polices locales/municipales (aussi connu sous le nom de 'Guàrdia Urbana' à Barcelone). À partir de 2020, la Garde civile va transférer une de ses dernières compétences en Navarre en tant que Police de la Route, à la Police forale,.

## Organisation actuelle

### Structure de commandement

Grades de la Police forale

Le commandement appartient au Gouvernement de Navarre, il est exercé par son Président, qui est commandant suprême de la Police forale. Le Conseiller compétent (actuellement, le Conseiller de l'Intérieur) est chargé de la direction générale du Corps de Police forale de Navarre.
Les grades et insignes de la Police forale sont en général placés sur bras droit de l'uniforme. Ces grades sont les suivants (les appellations ont changé avec l'adoption de la Loi forale 8/2007 et remplacent celles du Décret royal 213/2002) :
- Chef de la Police forale (Jefe de la Policía Foral), identifié par trois chevrons d'or.
- Commissaire principal (Comisario Principal), identifié par deux chevrons d'or.
- Commissaire (Comisario), identifié par un chevron d'or.
- Inspecteur (Inspector), identifié par trois chevrons d'argent.
- Sous-inspecteur (Subinspector), identifié par deux chevrons d'argent.
- Brigadier, (Cabo) identifié par un chevron d'argent.
- Policier foral (Policía Foral)

### Services et divisions
En vertu du Décret foral 265/2004, la Police forale se structure en quatre grand blocs opérationnels hiérarchisés :
- Service (Área:) : fonction de direction supérieure. Il est dirigé par un Commissaire principal qui reçoit le titre de Chef de secteur (Jefe de Área).
- Division (División) : direction tactique dans des domaines spécifiques de l'activité policière. Elle est dirigée par un commissaire qui reçoit le titre de Chef de division (Jefe de División).
- Brigade (Brigada) : exécution directe des tâches policières. Elle est dirigée par un inspecteur qui reçoit le titre de Chef de brigade (Jefe de Brigada).
- Groupe (Grupo) : exécution directe de tâches spécialisées. Il est dirigé par un sous-inspecteur qui reçoit le titre de Chef de groupe (Jefe de Grupo).

Il existe cinq services organisés en plusieurs divisions :
- Service de l'Inspection Générale (Área de Inspección General)
  - Division Générale Technique (División General Técnica)
  - Division du Régime Interne (División de Régimen Interno)
  - Division de la Communication et du Lien Opérationnel (División de Comunicación y Enlace Operativo)

- Service du Trafic et de la Sécurité Routère (Área de Tráfico y Seguridad Vial)
  - Division de Sécurité Routière (División de Seguridad Vial)
  - Divisions des Constatations et des Enquêtes (División de Atestados e Investigación)

- Service de Sécurité Intérieure et de Police Administrative (Área de Seguridad Interior y Policía Administrativa)
  - Division de la Sécurité Intérieure (División de Seguridad Interior)
  - Division  de Police Administrative (División de Policía Administrativa)

- Service de Sûreté Urbaine (Área de Seguridad Ciudadana)
  - Division de Prévention et de Surveillance Urbaine (División de Prevención y Atención Ciudadana)
  - Division de Protection des Autorités (División de Protección de Autoridades)
  - Division d'Intervention (División de Intervención)

### Commissariats

Commissariats de la Police forale et leurs zones d'actuation

Les commissariats ont le statut d'organe territorial et sont composés des Brigades et/ou des Groupes affectés à une zone de police. Ils sont dirigés par des Commissaire qui dépendent du Service de Commandement. Actuellement, la Police forale dispose de sept commissariat en Navarre :
- Commissariat de Pampelune, créé par l'Ordre foral 224/2006 de 1 de junio
- Commissariat de Tudela, il fut le deuxième commissariat de la Police forale en Navarre et a été inauguré le 27 mars 2002. Il a coûté 5 millions d'euros.
- Commissariat de Tafalla, créé par l'Ordre foral 265/2005 de 28 juin 2005
- Commissariat de Estella-Lizarra, créé par l'Ordre foral 428/2006 de 11 décembre 2006
- Commissariat de Sangüesa, créé par l'Ordre foral 156/2005 de 1er décembre 2005
- Commissariat de Altsasu, créé par l'Ordre foral 429/2006 de 11 décembre 2006
- Commissariat de Elizondo, créé par l'Ordre foral 427/2006 de 11 décembre 2006

### Budget
En 1998, la Police forale comptait 447 agent et son budget s'élevait à 1,4 million d'euros. En 2003, le budget était de 24 millions d'euros.

## Compétences
La Police forale dispose des compétences suivantes, conformément à la Loi forale 8/2007 du 23 mars 2007 :

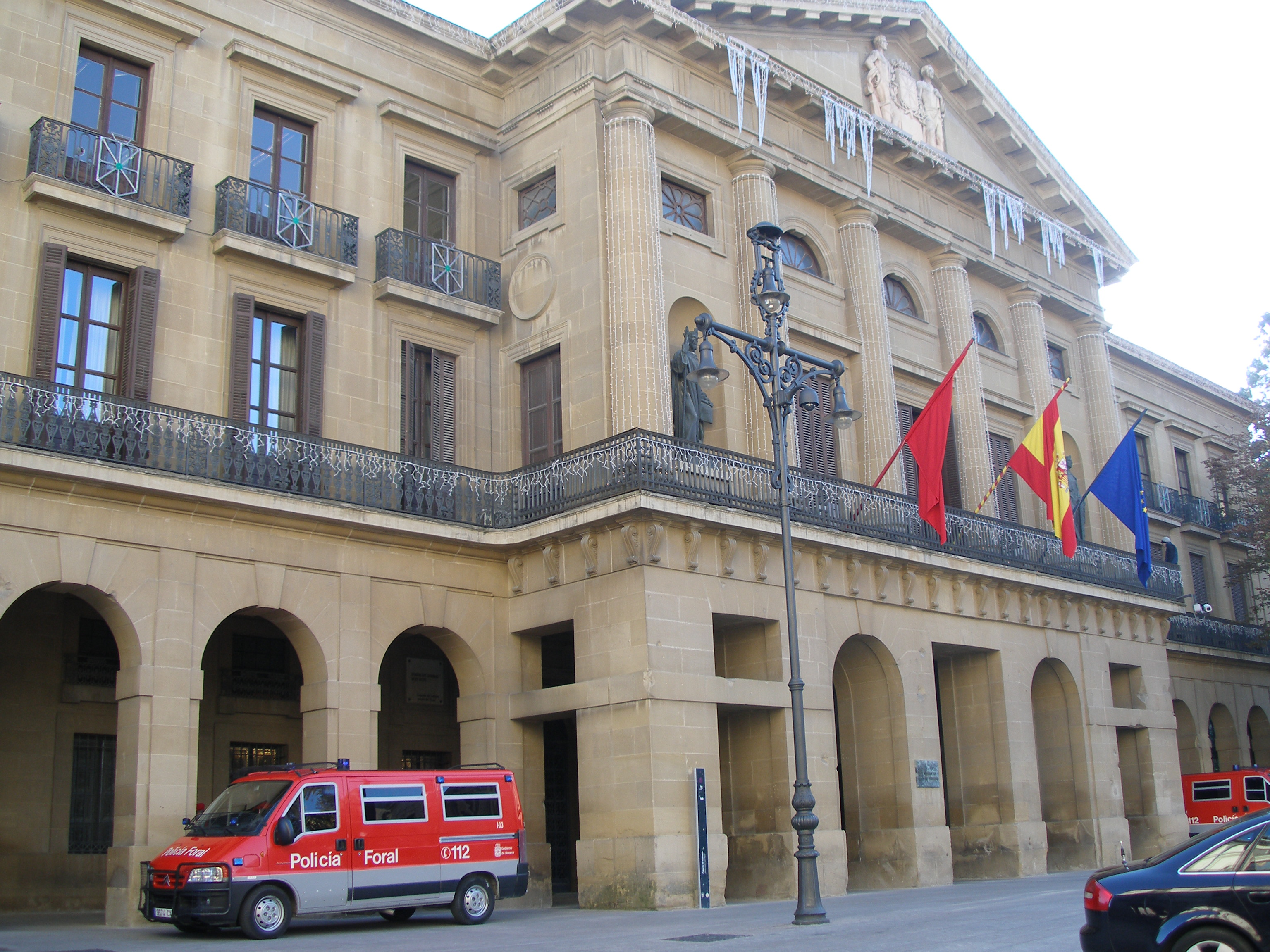
Véhicule de la Police forale devant le siège du Gouvernement de Navarre

- Garantir la sécurité des citoyens et l'exercice pacifique des droits et des libertés publiques, assurer la protection des biens et des personnes.
- Veiller, par le biais de contrôles, de plaintes et d'exécutions contraintes, à l'application des lois et des autres dispositions générales applicables dans les domaines de la compétence de la Communauté forale ainsi que des actes émanant de la Communauté forale de Navarre.
- Assurer la protection et la sécurité des Autorités de la Communauté forale.
- Assurer la protection et la sécurité des personnes, bâtiments et installations qui dépendent des institutions de la Communauté forale de Navarre et de ses services publics.
- Garantir le fonctionnement des services publics essentiels dont la compétence incombe à la Communauté forale de Navarre.
- L'organisation de la circulation à l'intérieur de la Communauté forale de Navarre, conformément aux accords en vigueur sur la question signés avec l'État, sauf si cette compétence revient légalement aux polices locales.
- Les interventions et les contrôles en matière de transports, conformément à la législation en vigueur.
- Maintenir et, le cas échéant, rétablir l'ordre et la sécurité des citoyens grâce à des interventions adaptées et en particulier surveiller les espaces publics, protéger et encadrer les manifestations et maintenir l'ordre lors des grands rassemblements.
- La protection et l'assistance aux personnes et aux biens, en particulier en présence d'un d'accident et en cas d'urgence, en fonction des circonstances et, le cas échéant, des plans de protection civile.
- Établir les procès-verbaux d'accidents de la circulation.
- La prévention des actes de délinquance et la réalisation des démarches nécessaires afin d'éviter leur commission.
- Police judiciaire, dans les cas et dans les conditions prévus par la loi.
- La coopération et la collaboration avec les autorités locales de Navarre dès lors que ces dernières les sollicitent, sous la forme déterminée par les dispositions réglementaires applicables.
- La coopération et la collaboration avec  les autres forces et les autres corps de sécurité dans les cas prévus par la loi.
- La collaboration avec toutes les forces et les corps de sécurité dans le recueil, le traitement et la fourniture réciproque d'information d'intérêt policier.
- Le contrôle des entreprises de sécurité privées travaillant sur le territoire de la Communauté forale de Navarre, ainsi que le contrôle de leurs services et de leurs agissements, de leurs moyens, du personnel à sa charge, dans les termes définis par la législation en vigueur.
- L'aide à la résolution à l'amiable des conflits privés quand elle est appelée à cette fin.
- Toutes les autres compétences que lui attribue la loi, à savoir celles qui sont confiées au Corps de Sécurité des Communautés Autonomes.